# Чемпионат Сербии по футболу 2007/2008
Сербская Суперлига сезона 2007/2008 годов (серб. Суперлига Србије у фудбалу 2007/2008) — второй сезон сербской Суперлиги (с момента её основания в 2006 году). «Црвена Звезда» защищала чемпионский титул, однако по итогам сезона сложила с себя полномочия действующего чемпиона, уступив 1-е место извечным соперникам — «Партизану».

## Формат
В сезоне 2007/2008 был изменён формат проведения турнира. Теперь вместо регулярного сезона и раунда плей-офф, команды играли друг с другом в регулярном сезоне по 3 игры.

## Клубы-участники
| Клуб          | Город     | Стадион                    | Вместимость |
| ------------- | --------- | -------------------------- | ----------- |
| Банат         | Зренянин  | Стадион Караджорджево Парк | 13 500      |
| Бежания       | Белград   | Стадион Бежания            | 5 000       |
| Борац         | Чачак     | Стадион Чачак              | 8 000       |
| Войводина     | Нови-Сад  | Караджордже                | 15 745      |
| Младост       | Лучани    | Стадион Младост            | 8 000       |
| Напредак      | Крушевац  | Стадион Младост            | 10 811      |
| ОФК           | Белград   | Стадион Омладински         | 16 000      |
| Партизан      | Белград   | Стадион Партизана          | 32 887      |
| Смедерево     | Смедерево | Стадион Смедерево          | 17 200      |
| Хайдук        | Кула      | Стадион Хайдук             | 12 000      |
| Црвена Звезда | Белград   | Стадион Црвена Звезда      | 55 000      |
| Чукарички     | Белград   | Стадион Чукарички          | 6 600       |

## Итоги сезона
Второй представитель Сербии в Кубке УЕФА должен был определяться в розыгрыше Кубка Сербии. Однако Кубок выиграл чемпион «Партизан», сделав дубль.
Это означало, что путёвку в Кубок УЕФА должен был получить финалист национального Кубка клуб Первой лиги «Земун». Однако Земун не смог получить лицензию УЕФА на участие в еврокубковых соревнованиях.
Поэтому вторую путёвку в Кубок УЕФА получил, занявший 4-е место «Борац» из Чачака, который должен был представлять Сербию в Кубке Интертото. Вследствие чего в Кубке Интертото от Сербии стартовал ОФК, занявший 9-е место в чемпионате, поскольку все команды, занявшие места с 5-го по 8-е отказались от участия в этом турнире.
После окончания сезона ФК «Младост», финишировавшая 7-й, из-за финансовых проблем отказалась от участия в будущем сезоне. Футбольный союз Сербии принял решение оставить ФК «Банат» на вакантном месте в Суперлиге.

## Итоговая турнирная таблица
| М  | Команда       | И  | В  | Н  | П  | Мячи    | ±   | О  | Примечания                                     |
| -- | ------------- | -- | -- | -- | -- | ------- | --- | -- | ---------------------------------------------- |
| 1  | Партизан      | 33 | 24 | 8  | 1  | 63 − 23 | +40 | 80 | 2-й квалификационный раунд Лиги чемпионов      |
| 2  | Црвена Звезда | 33 | 21 | 12 | 0  | 65 − 22 | +43 | 75 | 2-й квалификационный раунд Кубка УЕФА          |
| 3  | Войводина     | 33 | 18 | 8  | 7  | 53 − 33 | +20 | 62 | 1-й квалификационный раунд Кубка УЕФА          |
| 4  | Борац         | 33 | 12 | 10 | 11 | 29 − 33 | −4  | 46 | 1-й квалификационный раунд Кубка УЕФА          |
| 5  | Напредак      | 33 | 11 | 8  | 14 | 25 − 33 | −8  | 41 |                                                |
| 6  | Чукарички     | 33 | 10 | 10 | 13 | 31 − 32 | −1  | 40 |                                                |
| 7  | Младост       | 33 | 8  | 14 | 11 | 32 − 41 | −9  | 38 |                                                |
| 8  | Хайдук        | 33 | 8  | 13 | 12 | 25 − 31 | −6  | 37 |                                                |
| 9  | ОФК           | 33 | 9  | 9  | 15 | 31 − 45 | −14 | 36 | 2-й квалификационный раунд Кубка Интертото     |
| 10 | Смедерево     | 33 | 10 | 6  | 17 | 33 − 44 | −11 | 36 | Переходные матчи за право остаться в Суперлиге |
| 11 | Банат         | 33 | 6  | 10 | 17 | 34 − 57 | −23 | 28 | Вылет в Первую лигу                            |
| 12 | Бежания       | 33 | 5  | 4  | 24 | 31 − 58 | −27 | 19 | Вылет в Первую лигу                            |

И — игры, В — выигрыши, Н — ничьи, П — проигрыши, Мячи — забитые и пропущенные голы, ± — разница голов, О — очки

С клуба «Бежания» снято два очка.[1]

## Бомбардиры
| Место | Футболист           | Клуб          | Голы |
| ----- | ------------------- | ------------- | ---- |
| 1     | Ненад Естрович      | Црвена Звезда | 13   |
| 2     | Ламине Диарра       | Партизан      | 12   |
| 2     | Стеван Йоветич      | Партизан      | 12   |
| 2     | Предраг Ранджелович | Бежания       | 12   |
| 3     | Гойко Качар         | Войводина     | 11   |
| 4     | Ненад Милияш        | Црвена Звезда | 10   |
| 5     | Деян Милованович    | Црвена Звезда | 10   |

## Переходные матчи
Занявший 10-е место в чемпионате «Смедерево» в двухматчевом противостоянии с третьей командой Первой лиги «Рад» отставивал своё право остаться в компании сильнейших. По итогам двух матчей сильнее оказался «Рад», который пополнил Суперлигу.
- «Рад» — «Смедерево» — 3:1[4]
- «Рад» — «Смедерево»

## Повышенные команды
По итогам сезона 2007/2008 в Первой лиге элитный дивизион пополнили:
- «Явор» — 1 место в Первой лиге
- «Ягодина» — 2 место в Первой лиге
- «Рад» — победитель переходных матчей

## Пониженные команды
- «Бежания» — вылет в Первую лигу
- «Банат» — вылет в Первую лигу
- «Смедерево» — вылет в Первую лигу после проигрыша в переходных матчах

## Состав чемпиона
Первая цифра в скобках означает количество игр проведённых за «Партизан» в сезоне 2007/2008, вторая цифра в скобках означает забитые мячи.
| 1. | «Партизан» Белград |
|    | Голкипер: Дарко Божович (24); Младен Божович (10) Защитники: Неманя Рнич (25); Иван Обрадович (19); Никола Митрович (15); Ненад Джорджевич (14/6); Срджа Кнежевич (10); Милан Вьештица (9); Марко Йованович (9); Милован Сикимич (5); Ристо Лакич (2) Полузащитники: Зоран Тошич (32/8); Джордже Лазич (30/6); Алмами Морейра (28/7); Дарко Малетич (28); Жука (25/5); Александар Лазевский (16/2); Жарко Лазетич (15/1); Эднилсон (14); Славен Степанович (7/1); Марко Четкович (6) Нападающие: Ламине Диарра (31/12); Стеван Йоветич (27/12); Драган Чадиковский (11/2) Главные тренеры: Мирослав Джукич и Славиша Йоканович |

| Чемпион Сербии по футболу 2007/2008 |
| ----------------------------------- |
| «Партизан» Белград 20-й титул       |